# William Bailie
William Bailie (mort en 1648) est né dans l'Ayrshire, en Écosse.

## Biographie
En 1610, à l'époque de la colonisation de l'Ulster (Ulster Plantation), il lui est attribué une parcelle de 4 km2 dans le secteur de Toneregie, maintenant appelé Tandragee, dans la baronnie de Clankee, comté de Cavan.
Il construit alors le château de Bailieborough (Bailieborough Castle) près de l'endroit qui allait devenir la ville de Bailieborough. Il favorise l'installation de familles écossaises sur les terres.
On lui attribue la création de la ville de Bailieborough, bien que cette ville ne se soit vraiment développée qu'à partir du XIXe siècle, quand le colonel William Young de Loughgall, comté d'Armagh devient propriétaire des lieux.

## Famille
William a eu deux fils, William et Robert.
L'aîné, William Bailie (en), devint évêque de Clonfert et Kilmacduagh et a hérité de la propriété paternelle.